# Луспекаєв Павло Борисович
Павло Борисович Луспекаєв (Павло Богдасарович Луспекян) (20 квітня 1927, Луганськ, СРСР — 17 квітня 1970, Москва) — радянський актор театру та кіно. Заслужений артист РРФСР (1965). Лауреат Державної премії Росії (1997, за роль у стрічці «Біле сонце пустелі», посмертно).

## Життєпис
Брав участь у Другій світовій війні. Закінчив Вище театральне училище ім. М. С. Щепкіна (1950). Працював у театрах Тбілісі, Києва, Ленінграда.
Початком 1940-го поступив в Луганське ремісниче училище, разом з ним 1941 евакуювався в Киргизстан, під Фрунзе, працював слюсарем. 1943 пішов добровольцем на фронт, опинився в партизанському загоні, брав участь у бойових операціях у розвідгрупі. В одному з боїв важко поранений в руку, розтрощило ліктьовий суглоб. В Саратовському військовому госпіталі не дозволив хірургу ампутувати руку.
Після одужання призначений в штаб партизанського руху 3-го Українського фронту. 1944 року демобілізувався з армії, переїхав до Ворошиловграда.
1946 поступив до Вищого театрального училища імені М. С. Щепкіна. Знімався у кіно з 1955 р. (фільми: «Республіка ШКІД», «Біле сонце пустелі» та ін.). Грав начальника штабу в українській стрічці «Блакитна стріла» (1958).
Помер 17 квітня 1970 р. в Москві.

## Фільмографія
- «Таємниця двох океанів» (1956)
- «Блакитна стріла» (1958)
- «Езоп» (1960)
- «Балтійське небо» (1960)

- «Іду на грозу» (1965)

- «Ніс» (1965)

- «Три товстуни» (1966)
- «Республіка ШКІД» (1966)
- «Подія, яку ніхто не помітив» (1967)
- «Рокіровка в довший бік» (1969)
- «Завтра, третього квітня...» (1969)
- «Зелені ланцюжки» (1970)
- «Біле сонце пустелі» (1970)
- «Така довга, довга дорога...» (1972) та ін.